# Platanthera minor
Platanthera minor là một loài thực vật có hoa trong họ Lan. Loài này được (Miq.) Rchb.f. miêu tả khoa học đầu tiên năm 1878.